# François Laudenbach
François Laudenbach est un mathématicien français né le 15 janvier 1945 à Paris. Il est professeur émérite à l’Université de Nantes.

## Formation et carrière professionnelle
François Laudenbach intègre l'École polytechnique en 1963. Il a enseigné successivement à l'Université Paris-Sud, à l'École normale supérieure de Lyon et à l'École polytechnique, avant de devenir professeur à l’Université de Nantes. Il a notamment encadré les thèses d'Athanase Papadopoulos, de Jean-Claude Sikorav, de Claude Viterbo et de Claude Danthony.

## Un théorème de Laudenbach et Sikorav
François Laudenbach est particulièrement connu pour un résultat important obtenu avec Jean-Claude Sikorav[réf. nécessaire] : Si {\displaystyle M} est une variété fermée, son fibré cotangent {\displaystyle T^{*}M} admet une structure de variété symplectique pour laquelle {\displaystyle M} est une sous-variété lagrangienne. Si {\displaystyle f} est un difféomorphisme hamiltonien à support compact, une des formes de la conjecture de Vladimir Arnold est que {\displaystyle f(M)} et {\displaystyle M} se coupent en au moins {\displaystyle crit(M)} points. Helmut Hofer montre qu'il y a au moins {\displaystyle cuplength(M)+1} points d'intersections. Laudenbach et Sikorav minorent le nombre de points d'intersections par un analogue stable de {\displaystyle crit(M)},.

## Prix
1973 : cours Peccot au Collège de France
1982 : prix Francœur